# José Juan Santesteban
José Juan Santesteban Iraola (San Sebastián, 26 de marzo de 1809 - íd., 12 de enero de 1884) fue un compositor español, padre de José Antonio Santesteban, quien compuso la primera ópera en vascuence, Pudente, con un libreto de Serafín Baroja.

## Biografía
Cuando los ingleses arrasaron San Sebastián en 1813, quedó huérfano y lo acogió el sacerdote Juan José Zañola, párroco de Escoriaza, quien se dio cuenta de su natural disposición para la música y le dio las primeras lecciones. Las continuó en Oñate con el organista Manuel Garagarza, destacando por su hermosa voz de tiple. Estudió luego piano, armonía, contrapunto y fuga con el maestro de capilla Mateo Pérez de Albéniz en la Iglesia de Santa María de San Sebastián; bajo su dirección compuso sus dos primeras obras: un Miserere y una Misa, que estrenó en Escoriaza. Interinamente, desempeñó la plaza de organista en la parroquia de San Vicente, de San Sebastián. Estudiante incansable, aprendió trombón, violín, violonchelo, contrabajo y guitarra. Hacia 1835 compuso cinco Misas a gran orquesta y una con acompañamiento de órgano.
Marchó en 1840 a Madrid para seguir sus estudios musicales con Baltasar Saldoni, Basilio Basili y Ramón Carnicer y Batlle. Se trasladó a París en 1844, y allí estudió canto con el hijo de Manuel del Pópulo Vicente García, Manuel García, y dirección de orquesta con François-Antoine Habenek. Luego viajó por Italia (Roma, Nápoles, Liorna, Florencia, Bolonia, Milán, Bérgamo) y conoció a Rossini, Donizetti y Simon Mayr, entre otros; volvió luego a París, donde conoció a Hector Berlioz. Desde 1844 a 1879 fue maestro de capilla y organista de la iglesia de Santa María de San Sebastián. Fundó dos bandas y el Orfeón Easonense. Fue autor del himno Oriamendi, adoptado como himno por los carlistas, aunque él era cristino. Compuso una zarzuela, La tapada, 6 misas, un miserere, etc. y escribió un Método teórico-práctico de Canto llano y un Método elemental de solfeo. Entre sus discípulos destaca Raimundo Sarriegui.